# 가와베 마사카즈

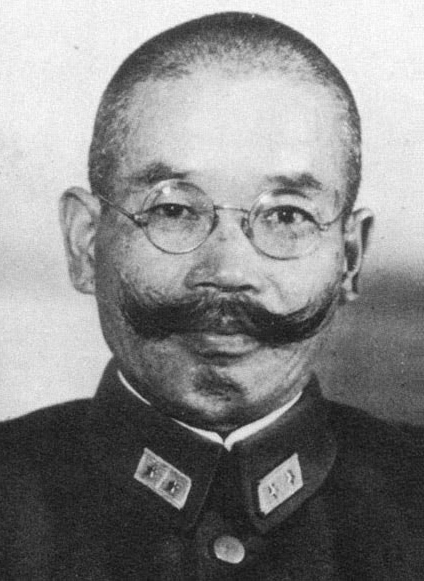
중장 시절의 가와베

가와베 마사카즈(河辺正三)는 일본 제국의 육군군인이다. 최종 계급은 육군 대장.